# Bilousivka, Ciornuhî
Bilousivka (în ucraineană Білоусівка) este localitatea de reședință a comunei Bilousivka din raionul Ciornuhî, regiunea Poltava, Ucraina.

## Demografie
Componența lingvistică a localității Bilousivka
     Ucraineană (98,01%)
     Rusă (1,99%)
Conform recensământului din 2001, majoritatea populației localității Bilousivka era vorbitoare de ucraineană (98,01%), existând în minoritate și vorbitori de rusă (1,99%).